# 西沢信孝
西沢 信孝（にしざわ のぶたか、1940年3月8日 - 2015年3月4日）は、日本の男性アニメーション監督、アニメプロデューサーである。熊本県出身。東映アニメーションを経て、フリー。
代表作にテレビアニメ版『銀河鉄道999』、『DRAGON QUEST -ダイの大冒険-』、『SLAM DUNK』など。

## 来歴
日本大学芸術学部映画学科在学中は、東京放送（TBS）でラジオの仕事のアルバイトをし、卒業後は新聞社に入社し、2430!名義で競馬の予想記者をする、もすぐに退社。1964年、東映動画（現・東映アニメーション）の助監督の募集に応募して入社。同期は、葛西治と茂野一清。白川大作に師事し、翌年（1965年）『ハッスルパンチ』の4話で演出デビュー。1974年に『マジンガーZ対暗黒大将軍』で初の劇場作品の監督を手がける。
以降、数多くの東映動画作品の演出を手掛けた。特に1986年からのOVA『湘南爆走族』は14年間続ける長期シリーズとなり、自身、非常に満足した作品だという。1995年4月に旗野義文プロデューサーの死去に伴い、テレビアニメ『SLAM DUNK』の62話からプロデューサーに昇格し、製作部から企画部へ異動。テレビアニメでは一番好きかも知れないという『地獄先生ぬ〜べ〜』や『遊☆戯☆王』『まもって守護月天!』『ハニ太郎です。』などのプロデュースも手掛けている。
2000年に東映アニメーションを定年退職してからは、フリーの演出家として活動していた。

## 参加作品
- ハッスルパンチ（1965年、演出）
- 魔法使いサリー（1966年 - 1968年、演出）
- ゲゲゲの鬼太郎（第1作）（1968年 - 1969年、演出）
- もーれつア太郎（1969年、演出）
- キックの鬼（1970年、演出[3]）
- 魔法のマコちゃん（1970年 - 1971年、演出）
- ゲゲゲの鬼太郎（第2期）（1971年 - 1972年、演出）
- デビルマン（1972年 - 1973年、演出）
- マジンガーZ（1972年 - 1974年、演出）
- マジンガーZ対暗黒大将軍（1974年、演出）
- グレートマジンガー（1974年 - 1975年、演出）
- 魔女っ子メグちゃん（1974年 - 1975年、演出）
- 鋼鉄ジーグ（1975年 - 1976年、演出）
- 世界名作童話 白鳥の王子（1977年、演出）
- 惑星ロボ ダンガードA（1977年 - 1978年、演出[4]）
- 超人戦隊バラタック（1977年 - 1978年、チーフディレクター）
- アローエンブレム グランプリの鷹（1977年 - 1978年、チーフディレクター）
- 銀河鉄道999（1978年 - 1981年、チーフディレクター）
- 新竹取物語 1000年女王（1981年 - 1982年、チーフディレクター）
- パタリロ!（1982年 - 1983年、チーフディレクター）
- 愛してナイト（1983年 - 1984年、絵コンテ）
- パタリロ! スターダスト計画（1983年、監督[5]）
- ビデオ戦士レザリオン（1984年 - 1985年、絵コンテ）
- ゲゲゲの鬼太郎（第3作）（1985年 - 1988年、演出）
- 剛Q超児イッキマン（1986年、シリーズディレクター）
- 湘南爆走族（1986年 - 1999年、全12作中 1-10 監督・11総監督・12監修）
- 魁!!男塾（1988年、シリーズディレクター[6]）
- Crying フリーマン2 風声鶴唳（1989年、監督）
- 勇気あるホタルととべないホタル（1990年、演出・脚本[7]）
- DRAGON QUEST -ダイの大冒険-（1991年 - 1992年、チーフディレクター）
- ドラゴンクエスト ダイの大冒険 ぶちやぶれ!!新生6大将軍（1992年、監督）
- SLAM DUNK（1993年 - 1996年、シリーズディレクター[8]、末期はプロデューサー兼任）
- SLAM DUNK (1994年の映画)（1994年、監督）
- 地獄先生ぬ〜べ〜（1996年 - 1997年、プロデューサー）
- あずみマンマ・ミーア（1997年、プロデューサー）
- 荒くれKNIGHT（1997年 - 1998年、総監督）
- 遊☆戯☆王（1998年、プロデューサー）
- まもって守護月天!（1998年 - 1999年、プロデューサー）
- 勝負師伝説 哲也（2000年 - 2001年、チーフディレクター）
- サラリーマン金太郎（2001年、絵コンテ）
- しあわせソウのオコジョさん（2001年 - 2002年、絵コンテ）
- ののちゃん（2001年 - 2002年、シリーズディレクター・演出）
- 金色のガッシュベル!!（2003年 - 2006年、演出）
- 甲虫王者ムシキング（2005年 - 2006年、絵コンテ）
- ゲゲゲの鬼太郎（第5作）（2007年 - 2009年、演出）
- ONE PIECE（2013年、絵コンテ）
- 金田一少年の事件簿R（2014年、絵コンテ）